# Podoima
Podoima (en rumano: Podoima; en ruso: Подойма; en ucraniano: Подойма) es una comuna y pueblo ubicado en la parcialmente reconocida República de Transnistria, dentro del distrito de Cámenca, aunque de iure pertenece a Moldavia. 

## Toponimia
Otros nombres históricos del pueblo existen en polaco: Podejma.

## Geografía
Podoima se encuentra 8 km al este de Cámenca.      
La comuna se compone de dos pueblos: Podoima y Podoimița (en ruso: Подоймица; en ucraniano: Подоймиця).

## Historia
Podejma era una aldea privada de la familia Urbanowski del voivodato de Brátslav durante los tiempos de la Mancomunidad polaco-lituana, formada por colonos moldavos procedentes del principado de Moldavia. En 1793, cuando Polonia fue dividida entre el reino de Prusia y el Imperio ruso, el pueblo pasó a manos de los rusos. En 1859, Podoima era uno de los pueblos más grandes del distrito.
En 1924, Podoima pasó a formar parte del óblast autónomo de Moldavia, que pronto se convirtió en la República Socialista Soviética Autónoma de Moldavia, y en la República Socialista Soviética de Moldavia en 1940 durante la Segunda Guerra Mundial. En la década de 1930, el campesinado rico local sucumbió a la represión y algunas familias se vieron obligadas a huir a la orilla derecha del Dniéster en la Besarabia rumana. De 1941 a 1944, Podoima fue administrada por el reino de Rumania como parte de la gobernación de Transnistria.
A partir de 1959, el pueblo empezó a prosperar, a nivel de industria agrícola, adquiriendo progresivamente un aire urbano cada vez más pronunciado.

## Demografía
La evolución demográfica de Podoima entre 1959 y 2014 fue la siguiente:
| 838                                  | 2313 | 2270 | 2062 | 1780 |
| (Fuente: Population of Transnistria) |      |      |      |      |

Según el censo de 2004, los rumanos representaban el 96,92% de la población local; los ucranianos son el 1,65% y los rusos, el 1,18%.

## Economía
El pueblo se beneficia de unas condiciones naturales especialmente favorables para la práctica de la agricultura.

## Infraestructura

### Transporte
Por Podoima pasa la carretera Ribnita-Cámenca.